# کینازولینون
کینازولینون (به انگلیسی: Quinazolinone) یک ترکیب شیمیایی با شناسه پاب‌کم ۶۳۱۱۲ است. 

## نگارخانه

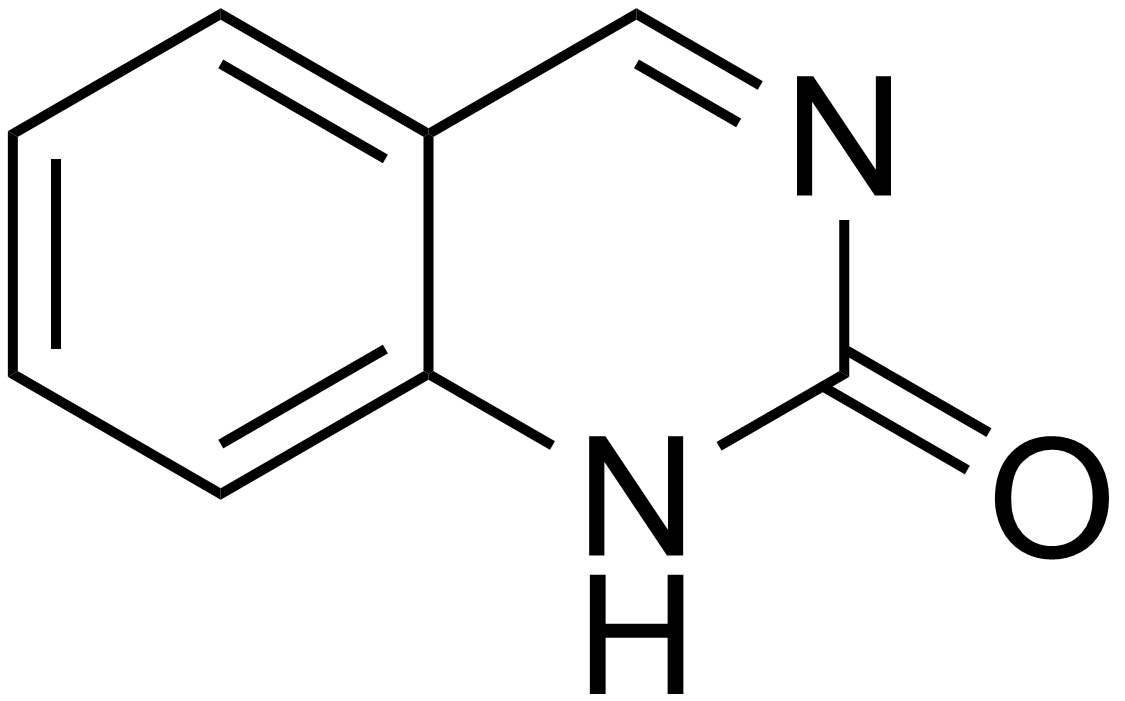